# 리디아 비테일

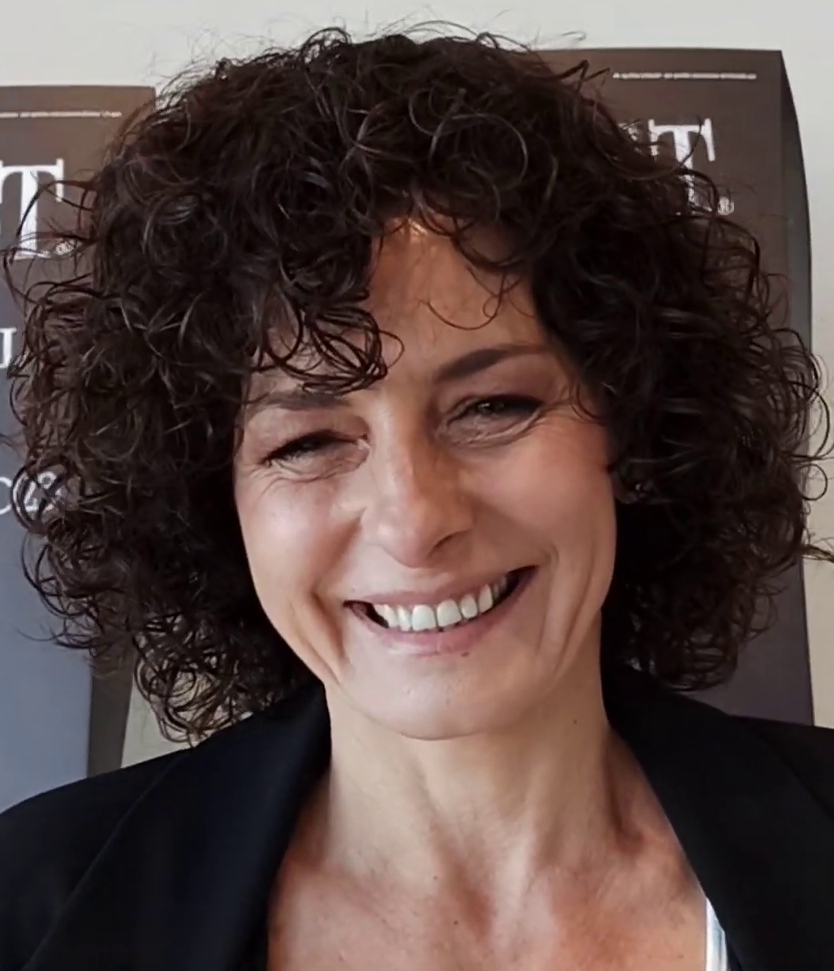

리디아 비탈레(Lidia Vitale, 1972년 10월 12일 ~ )은 이탈리아의 배우이다.
로마에서 태어났다.

## 영화
- 튜리파니, 러브, 아너 앤 어 바이시클 (2017년)
- 원스 인 썸머 (2016년)
- 수부라 게이트 (2015년) - 말그라디 아내 역
- 더 디너(영어판) (2014년) - 지오바나 역
- 노 플레이스 라이크 홈 (2013년)
- 라 산타 (2013년)
- 타이거 보이 (2012년)
- 러브 앤 슬랩스 (2010년)
- 줄리아는 밤에 데이트하지 않는다 (2009년)
- 더블 아워 (2009년)
- 리베로도 괜찮아 (2006년)
- 베스트 오브 유스 (2003년)